# Мак Норт (Охајо)
Мак Норт (енгл. Mack North) град је у америчкој савезној држави Охајо.

## Демографија
По попису из 2000. године број становника је 3.529.
| Група             | 2000.         | 2010.    |
| Белци             | 3.446 (97,6%) | 0 (0,0%) |
| Афроамериканци    | 28 (0,8%)     | 0 (0,0%) |
| Азијати           | 4 (0,1%)      | 0 (0,0%) |
| Хиспаноамериканци | 25 (0,7%)     | 0 (0,0%) |
| Укупно            | 3.529         | 0        |